# Xenòfanes de Colofó
Xenòfanes (en grec antic: Ξενοφάνης, llatí: Xenophanes; vers 570 aC - 475 aC) va ser un poeta i filòsof de l'antiga Grècia nadiu de Colofó.

## Vida
La cronologia de Xenòfanes és incerta, ja que la major part de les dades biogràfiques referides a aquest autor provenen de referències d'altres escriptors, deduïdes de les al·lusions biogràfiques dels fragments conservats de la seva obra. El problema afegit a aquest caràcter indirecte és que hi ha dubtes sobre l'autenticitat d'alguns d'aquests escrits o sobre la historicitat de les referències.
Per exemple, la data de naixement es dedueix de la seva menció a l'exili que patí de la seva ciutat natal quan aquesta va ser envaïda. Se suposa que es refereix a l'arribada d'Hàrpag, per la qual cosa, com ell tenia aleshores 25 anys, hauria nascut cap al 570 aC. Però no se sap si aquesta invasió es refereix a la regió o a la ciutat mateixa de Colofó, fet que alteraria en uns cinc anys aquesta datació inicial.
L'exili de Xenòfanes fou molt llarg, més de seixanta anys, i el va portar a residir en diverses ciutats gregues, entre aquestes les colònies jòniques de Zancle i Catana, i va viure algun temps a Èlea, una colònia focea (a la fundació de la qual va dedicar un cant). Durant aquest periple, va ser acollit per nombrosos nobles, entre ells el tirà Hieró I, de qui relata una conversa. Va ser un home longeu, ja que ell mateix afirma que va escriure una elegia als 92 anys, precisió que ha ajudat a fixar la data de la seva mort. No és clar si va morir a Colofó o fora de la seva pàtria.
És esmentat en els escrits d'Heraclit i Epicarm, mentre en els seus escrits esmenta Tales de Milet, Epimènides i Pitàgores. Aquestes mencions han establert el marc biogràfic fonamental.

## Obra
Es conserven només 120 versos de la seva obra, que es pot inferir, però, gràcies a les cites d'altres autors. Els fragments corresponents a una elegia consten de crítiques als rics cobdiciosos i l'ambientació d'un banquet ritual. No s'ha conservat cap fragment de la seva obra èpica, dedicada a la fundació de la seva ciutat natal i l'avenç dels grecs pel Mediterrani. Fins i tot, hi ha autors que dubten que realment compongués versos èpics. S'ha afirmat que escrigué obra satírica, pels temes de les al·lusions en altres autors, però tampoc no se'n conserva cap vers original. Eusebi l'anomena poeta tràgic, però sembla que considerava aquesta poesia com una branca de la poesia elegíaca. Els textos referits a la seva activitat filosòfica s'acostumen a agrupar sota el títol de περὶ φύσεως (Sobre la natura), títol d'un possible poema de caràcter didàctic, un gènere imitat per molts dels seus seguidors, fins i tot amb títols homònims. En qualsevol cas, Xenòfanes era conscient de la importància de la fama en el futur literari d'un poeta, perquè afirma que escriu per a les generacions futures i desitja que el seu nom no s'apagui mai.

## Ontologia
Xenòfanes afirma que tot prové de dos estats extrems, terra i aigua, que representen principis naturals oposats, allò sec i allò humit. Segons es combinin les proporcions d'aquests dos principis, es pot arribar a qualsevol element del món material. Una espècie de fang primordial, doncs, seria l'arque de tot el que existeix. Explicava aquesta conversió d'un estat a un altre afirmant que, igual que el mar s'emporta la sorra, igualment l'aigua pot dissoldre la terra. I a la inversa, en absència d'humitat es pot solidificar l'aigua, com segons ell demostraven les estalactites. Els fòssils de peixos trobats a les platges de Sicília provaven la seva hipòtesi d'un estat anterior al mar on ara existia la terra. El pas d'un estat a l'altre és, aleshores, cíclic, i inclou l'ésser humà, que retorna al fang primordial del qual torna a sortir al llarg de la història.
Va rebutjar el caràcter sagrat dels fenòmens celestials, com ara l'arc de Sant Martí, la pluja o els forts vents. Ataca així els mites que els donaven explicació en la seva època i afirma que tenen una causa material (sovint lligada a la temperatura, que ell qualifica de "foc" seguint les premisses d'Heraclit). La Terra, d'extensió il·limitada, s'oposa al cel, també infinit en l'espai i entre ambdós es produeixen interaccions que es poden explicar de manera racional. Hom pot basar-se en observacions per inferir com es produeixen aquests fenòmens i, per tant, Xenòfanes pot ser considerat un defensor de la causació científica i no l'especulació abstracta sense base empírica per fonamentar l'ontologia o la cosmologia.

## Teologia
El vessant més conegut del pensament de Xenòfanes és el teològic. Ridiculitza l'antropomorfisme d'Homer i Hesíode en un vers en què explica que si els bous i altres animals tinguessin déus, també els representarien com a bous o a imatge idèntica a ells mateixos. Novament, aquest concepte ve de l'observació. En els seus viatges, havia constatat que cada regió i cultura representava els déus de manera artística amb trets físics similars als habitants d'aquella regió.
Els déus no poden tenir l'aspecte dels éssers humans ni tampoc els seus vicis o virtuts, com pretenen els poetes clàssics, ja que pertanyen a una naturalesa totalment diferent i és només la ignorància humana la que projecta en figures comprensibles similars a les persones reals el que es pot saber sobre la divinitat. Considera reprovable que es tingués com a model educatiu uns escrits literaris en què els déus apareixen fent el mal, perquè la joventut és massa influenciable i pot pensar que aquestes conductes són lícites si s'associen a divinitats.
Existeix una forta polèmica sobre si Xenòfanes era monoteista o no. La reinterpretació cristiana, especialment a partir dels escrits de Climent d'Alexandria en les seves Στρωματεῖς (Miscel·lànies), volen veure en la negació dels déus antropomòrfics i l'afirmació d'un Déu l'afirmació de la falsedat del politeisme. Segons els comentaristes moderns, tanmateix, el pensador grec considerava que, efectivament, hi havia un Déu superior i únic, però això no excloïa l'existència d'altres divinitats subordinades a aquesta (en un fragment parla d'un "déu suprem dels déus", en la línia del panteó grec tradicional). De fet, hi ha qui considera que el pensador és panteista.
Aquest déu superior és immòbil i etern, a diferència dels mortals i tot allò que té lloc a la Terra, on el canvi entre estats fa avançar la vida. Segons els comentaristes, hi ha dubtes sobre com és físicament aquesta divinitat. Alguns afirmen que és immaterial, que no té cos, ja que s'oposa en tot a la natura humana. D'altres, però, llegeixen el vers "no té cos humà" com la constatació que té un cos, una materialitat, però diferent a la humana. Aquesta podria ser concebuda en forma d'esfera o cercle perfecte, una imatge que heretaria Parmènides.
En tot cas, aquest Déu no intervé en els assumptes humans o els de la Terra, malgrat percebre tot el que hi succeeix gràcies al seu coneixement infinit.

## Epistemologia
En epistemologia, Xenòfanes rebutja el saber revelat pels déus. L'ésser humà arriba a saber pels seus propis mitjans, avançant al llarg de la història. Aquest coneixement, però, és sempre una mera conjectura que pot ser refutada per nous descobriments. Literalment, constata que "el cert no ho ha sabut mai cap humà, ni ho sabrà", en contraposició a la intel·ligència divina, omniscient per definició. La distinció entre opinió i veritat és una de les claus del pensament epistemològic posterior i seria formulada de manera explícita per Plató, que lligava el saber terrenal i humà a la imperfecció de l'opinió, i el coneixement veritable al món de les idees, diví.
Els estudiosos discrepen sobre si es pot considerar Xenòfanes un escèptic. D'una banda, aquest menysteniment del saber humà inclina a pensar que considera un coneixement fiable del tot impossible. En alguns versos, rebutja la informació dels sentits com a enganyosa i critica les afirmacions humanes per manca d'experiència. Posa un exemple referit a les figues, que hom consideraria el menjar més dolç del món fins a tastar la mel. Llavors, pot haver-hi quelcom encara més dolç que contradigui el judici actual que la mel és allò màximament dolç. D'altres, en canvi, addueixen que aquest exemple prova que el coneixement no és impossible, perquè sempre s'avança amb noves troballes. No s'ha de caure, doncs, en l'escepticisme, sinó acceptar que el coneixement actual és una opinió que pot ser provada o refutada més endavant. En aquest sentit, s'avança als postulats de Karl Popper sobre filosofia de la ciència.

## Llegat
Fou considerat el creador de l'escola eleàtica, a què s'adscriuen filòsofs com Parmènides, Zenó d'Èlea i Melís, entre d'altres. Tots ells afirmen la unitat de l'ésser (monisme) en contra dels pluralistes. Aquesta unitat es relaciona tant amb el caràcter únic de tot allò que existeix com amb el seu origen o arkhé. Aristòtil afirma explícitament que la «doctrina de l'u» va ser creada per Xenòfanes. Malgrat aquestes atribucions, sovint ha estat apartat del cànon filosòfic.
Va encetar o va fer aportacions fonamentals a discussions de gran abast de la història de la filosofia, com per exemple la distinció entre coneixement veritable i opinió, diferència entre realitat i aparença, o el caràcter únic de la divinitat. Va prosseguir amb l'afirmació del logos enfront del mite com a via d'explicació del que existeix. Aquesta concepció contradeia les creences de la majoria de la població, que seguien les teories dels poetes per entendre el món. La rotunditat amb què Xenòfanes critica aquest saber tradicional fa que se l'hagi titllat de revolucionari intel·lectual.
Un cràter d'impacte de la Lluna, 6026 Xenòfanes, porta el seu nom.